# Només es viu una vegada (pel·lícula de 1996)
Només es viu una vegada (títol original: Head Above Water) és una pel·lícula estatunidenca dirigida per Jim Wilson i estrenada l'any 1996. És un remake del film noruec Amb el cap fora l'aigua de Nils Gaup. Ha estat doblada al català.

## Argument
George, un magistrat, i la seva jove esposa Nathalie passen les seves vacances en una illa en companyia de Lance, un amic d'infantesa de Nathalie. Un vespre que George i Lance han marxat a pescar, Nathalie rep la visita inesperada de Kent, el seu ex. Kent mor durant la nit i Nathalie decideix amagar el seu cadàver. Però George no triga a descobrir que la seva dona ha rebut una visita.

## Repartiment
- Harvey Keitel: George
- Cameron Diaz: Nathalie
- Craig Sheffer: Lance
- Billy Zane: Kent
- Shay Duffin: el policia

## Rebuda
- Premis 1996: XXIX Festival Internacional de Cinema Fantàstic de Sitges: Millor banda sonora[3]
- Crítica
  - "Alegre i efectiu entreteniment, entre la comèdia negra, el thriller absurd i el més simple frenesí"[4]
  - "Val la pena"[5]
  - El film ha tingut una sortida limitada al cinema. Recull un 60 % de crítiques positives, amb una nota mitjana de 4,5/10 i sobre la base de 10 crítiques recollides, en el lloc Rotten Tomatoes.[6]